# Canthigaster papua
Canthigaster papua, tên thông thường là cá nóc Papua, là một loài cá biển thuộc chi Canthigaster trong họ Cá nóc. Loài này được mô tả lần đầu tiên vào năm 1848.

## Phân bố và môi trường sống

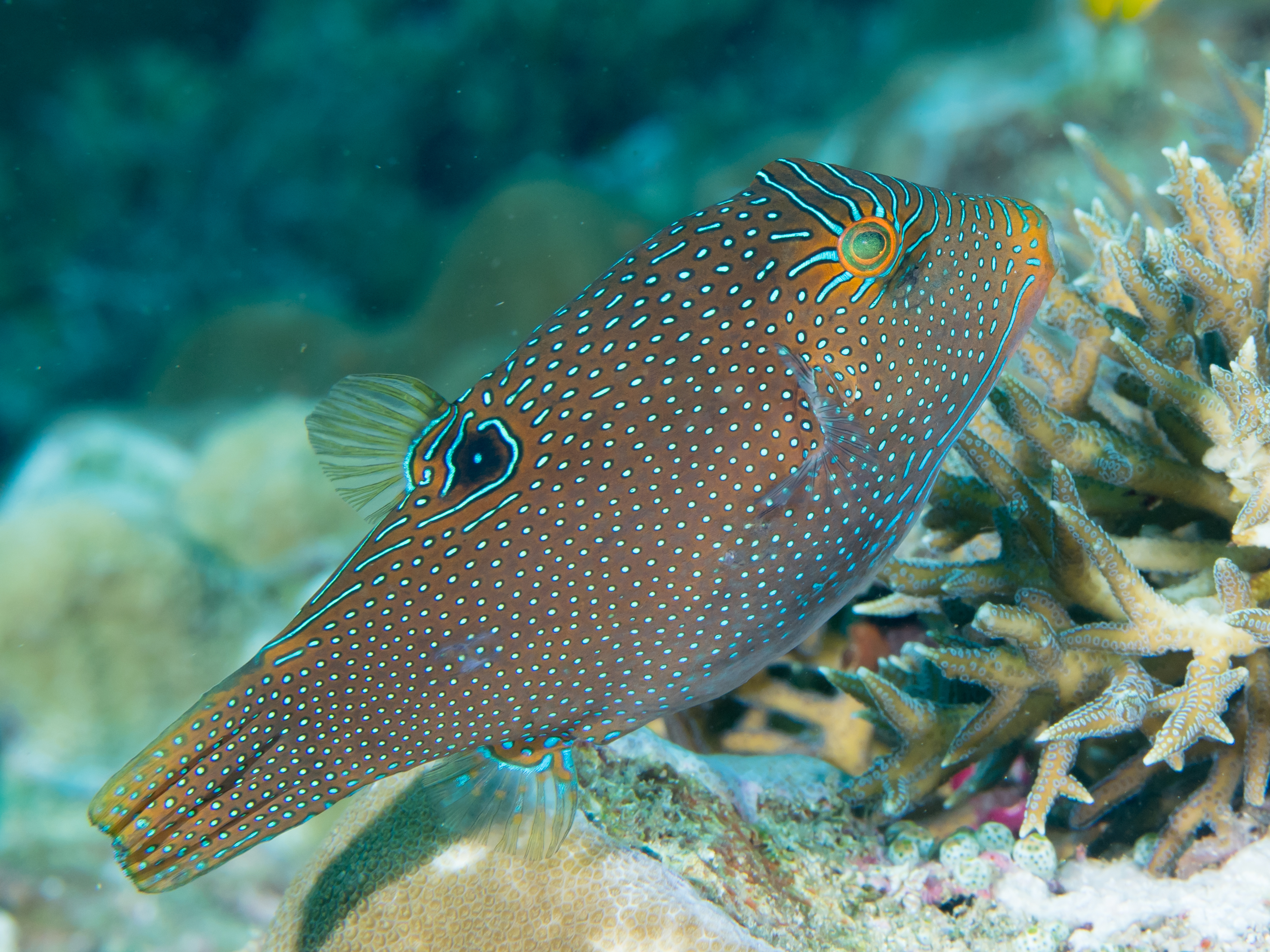
C. papua

C. papua có phạm vi phân bố ở vùng biển Đông Ấn Độ Dương và Tây Thái Bình Dương. Từ biển Andaman, loài này được tìm thấy trên khắp vùng biển các nước Đông Nam Á. Tại Việt Nam, C. papua được ghi nhận ở vùng biển phía nam. Phạm vi phân bố của C. papua trải rộng về phía đông, băng qua quần đảo Solomon và Palau đến đảo Yap, đảo Guam và đảo Fongafale (Tuvalu). Phía nam trải dài đến New Caledonia, vùng biển tây nam Úc và phía bắc rạn san hô Great Barrier. Ở phía bắc giới hạn đến quần đảo Ryukyu. C. papua được tìm thấy ở xung quanh các rạn san hô ở độ sâu khoảng từ 1 đến 35 m; cá con có thể sống ở các khu vực cửa sông.

## Mô tả
C. papua trưởng thành có kích thước tối đa được ghi nhận là khoảng 10 cm. Cơ thể của C. papua có màu nâu, chi chít những đốm màu xanh lục lam. Mõm, xung quanh mắt và lưng có các đường vân màu xanh sáng; và một đốm đen trên gốc vây lưng. Ngoại trừ đuôi, các vây còn lại trong suốt.
Số gai ở vây lưng: 0; Số tia vây mềm ở vây lưng: 8 - 10; Số gai ở vây hậu môn: 0; Số tia vây mềm ở vây hậu môn: 8 - 10; Số tia vây mềm ở vây ngực: 16.
Cũng như những loài cá nóc khác, C. papua có khả năng sản xuất và tích lũy các độc tố như tetrodotoxin và saxitoxin trong da, tuyến sinh dục và gan. Mức độ độc tính khác nhau tùy theo từng loài, và cũng phụ thuộc vào khu vực địa lý và mùa.
Thức ăn của C. papua rất đa dạng, bao gồm rong tảo, các loài động vật giáp xác và động vật thân mềm. Cá trưởng thành thường bơi thành đôi. C. papua được đánh bắt nhằm mục đích thương mại cá cảnh.